# Liste des joueurs du KV Turnhout
Cette liste reprend les 486 joueurs de football qui ont évolué au KV Turnhout depuis la fondation du club.
Date de mise à jour des joueurs et de leurs statistiques : 28 novembre 2012
- Haut – A
- B
- C
- D
- E
- F
- G
- H
- I
- J
- K
- L
- M
- N
- O
- P
- Q
- R
- S
- T
- U
- V
- W
- X
- Y
- Z

## A
| Joueur                     | Nationalité | Position | Date de naissance | Période(s)           | Matches (dont D1) | Buts | Jaunes | Rouges |
| -------------------------- | ----------- | -------- | ----------------- | -------------------- | ----------------- | ---- | ------ | ------ |
| Jelle Adriaensen           | Belgique    | ?        | 17/04/1991        | 2009-2011            | 5 (0)             | 0    | 0      | 0      |
| Elias Adriaenssens         | Belgique    | ?        | 12/01/1990        | 2008-2010            | 1 (0)             | 0    | 0      | 0      |
| Patrick Sambya Akanakimana | Belgique    | ?        | 8/02/1986         | 2005-2006            | 0 (0)             | 0    | 0      | 0      |
| Jozef Allaers              | Belgique    | ?        | ?                 | 1961-1968            | 0 (0)             | 0    | 0      | 0      |
| Paul Allaerts              | Belgique    | ?        | 9/07/1964         | 1984-1985            | 0 (0)             | 0    | 0      | 0      |
| Arno Andersen              | Belgique    | ?        | 19/01/1993        | 2011-2012            | 14 (0)            | 0    | 1      | 0      |
| Giovanni Andjole           | Belgique    | ?        | 12/03/1988        | 2012-2013            | 0 (0)             | 0    | 0      | 0      |
| Dirk Appels                | Belgique    | ?        | 12/11/1958        | 1982-1992            | 29 (0)            | 12   | 12     | 2      |
| Abdul Djalilu Arouna       | Belgique    | ?        | 5/05/1983         | 2001-2007, 2011-2012 | 156 (0)           | 37   | 15     | 1      |
| Godwin Arthur-Tay          | Belgique    | ?        | 1/09/1980         | 2001-2003            | 14 (0)            | 2    | 2      | 0      |
| Anthony Asamoah            | Belgique    | ?        | 22/09/1975        | 2000-2002            | 57 (0)            | 32   | 6      | 1      |
| Jan Avonds                 | Belgique    | ?        | 30/01/1944        | 1969-1972            | 0 (0)             | 0    | 0      | 0      |
| Paul Avonds                | Belgique    | ?        | ?                 | 1931-1932            | 0 (0)             | 0    | 0      | 0      |

## B
| Joueur              | Nationalité | Position          | Date de naissance | Période(s) | Matches (dont D1) | Buts | Jaunes | Rouges |
| ------------------- | ----------- | ----------------- | ----------------- | ---------- | ----------------- | ---- | ------ | ------ |
| Georgios Basiakos   | Belgique    | ?                 | 18/12/1974        | 1999-2000  | 11 (0)            | 1    | 1      | 0      |
| Jurgen Bastiaensen  | Belgique    | ?                 | 23/09/1977        | 2002-2005  | 80 (0)            | 51   | 6      | 1      |
| Célestin Bauwens    | Belgique    | ?                 | 19/07/1913        | 1936-1937  | 6 (6)             | 3    | 0      | 0      |
| Roger Bauwens       | Belgique    | ?                 | ?                 | 1931-1937  | 0 (0)             | 0    | 0      | 0      |
| Frans Bax           | Belgique    | ?                 | ?                 | 1926-1932  | 22 (22)           | 11   | 0      | 0      |
| Alfons Beirens      | Belgique    | ?                 | ?                 | 1936-1937  | 24 (24)           | 3    | 0      | 0      |
| Frank Belmans       | Belgique    | ?                 | 6/08/1968         | 1985-1997  | 117 (0)           | 37   | 13     | 0      |
| Geert Berrevoets    | Belgique    | ?                 | 28/05/1971        | 1998-2000  | 66 (0)            | 13   | 6      | 0      |
| Eddy Bertels        | Belgique    | Milieu de terrain | 8/10/1932         | 1964-1965  | 0 (0)             | 0    | 0      | 0      |
| Dirk Bertens        | Belgique    | ?                 | 24/02/1966        | 1983-1997  | 57 (0)            | 3    | 20     | 2      |
| Luc Bevers          | Belgique    | ?                 | 18/11/1961        | 1988-1989  | 0 (0)             | 0    | 0      | 0      |
| Henri Beyens        | Belgique    | ?                 | ?                 | 1926-1937  | 0 (0)             | 0    | 0      | 0      |
| Louis Beyens        | Belgique    | ?                 | ?                 | 1926-1937  | 0 (0)             | 0    | 0      | 0      |
| Luc Beyens          | Belgique    | Défenseur         | 27/03/1959        | 1979-1980  | 0 (0)             | 0    | 0      | 0      |
| Joël Bielen         | Belgique    | ?                 | 28/07/1967        | 1995-1996  | 1 (0)             | 0    | 0      | 0      |
| Alain Blanckaert    | Belgique    | ?                 | 1/12/1967         | 1995-1997  | 44 (0)            | 1    | 6      | 0      |
| Alfons Blomme       | Belgique    | ?                 | ?                 | 1936-1937  | 0 (0)             | 0    | 0      | 0      |
| Alfons Bluekens     | Belgique    | ?                 | ?                 | 1925-1932  | 0 (0)             | 0    | 0      | 0      |
| Jan Boeckx          | Belgique    | ?                 | 17/01/1984        | 2003-2010  | 183 (0)           | 2    | 16     | 1      |
| Adri Bogers         | Belgique    | ?                 | 4/05/1965         | 1989-2000  | 28 (0)            | 0    | 7      | 0      |
| Harry Bogers        | Belgique    | ?                 | 6/02/1966         | 1990-1991  | 23 (0)            | 0    | 2      | 0      |
| Marc Bols           | Belgique    | ?                 | 5/10/1955         | 1974-1986  | 0 (0)             | 3    | 2      | 0      |
| Jacky Boonen        | Belgique    | Milieu de terrain | 9/04/1968         | 1997-1998  | 26 (0)            | 5    | 4      | 0      |
| Patrick Boonen      | Belgique    | ?                 | 2/01/1961         | 1985-1986  | 0 (0)             | 0    | 0      | 0      |
| Willy Boons         | Belgique    | ?                 | ?                 | 1975-1977  | 0 (0)             | 0    | 0      | 0      |
| Stijn Borgheys      | Belgique    | ?                 | 6/06/1988         | 2006-2007  | 0 (0)             | 0    | 0      | 0      |
| Jozef Borgmans      | Belgique    | ?                 | ?                 | 1968-1969  | 0 (0)             | 0    | 0      | 0      |
| Luc Bormans         | Belgique    | ?                 | 7/06/1957         | 1986-1988  | 0 (0)             | 0    | 0      | 0      |
| Jo Bos              | Belgique    | ?                 | 13/06/1966        | 1991-1992  | 5 (0)             | 0    | 1      | 0      |
| Hamid Bouyfoulkitne | Belgique    | ?                 | 11/04/1989        | 2011-2012  | 20 (0)            | 5    | 2      | 0      |
| Maurice Braes       | Belgique    | ?                 | ?                 | 1966-1971  | 0 (0)             | 0    | 0      | 0      |
| Franciscus Brandt   | Belgique    | ?                 | ?                 | 1967-1976  | 0 (0)             | 0    | 0      | 0      |
| Raymond Brandt      | Belgique    | ?                 | ?                 | 1969-1970  | 0 (0)             | 0    | 0      | 0      |
| Victor Brandt       | Belgique    | ?                 | 25/01/1958        | 1978-1983  | 0 (0)             | 0    | 0      | 0      |
| Willem Brasse       | Belgique    | ?                 | 11/06/1951        | 1978-1980  | 0 (0)             | 0    | 0      | 0      |
| Mats Breugelmans    | Belgique    | ?                 | 21/11/1994        | 2011-2013  | 1 (0)             | 0    | 0      | 0      |
| Simon Brijs         | Belgique    | ?                 | 28/02/1991        | 2009-2010  | 0 (0)             | 0    | 0      | 0      |
| Jean-Marie Bruninx  | Belgique    | ?                 | 17/04/1962        | 1987-1988  | 0 (0)             | 0    | 0      | 0      |
| Chris Bruyninckx    | Belgique    | Attaquant         | 2/04/1978         | 2003-2005  | 15 (0)            | 3    | 2      | 0      |
| Sami Buyuktopac     | Belgique    | ?                 | 22/06/1988        | 2010-2011  | 8 (0)             | 0    | 1      | 0      |

## C
| Joueur              | Nationalité | Position  | Date de naissance | Période(s) | Matches (dont D1) | Buts | Jaunes | Rouges |
| ------------------- | ----------- | --------- | ----------------- | ---------- | ----------------- | ---- | ------ | ------ |
| Gommaar Callaerts   | Belgique    | ?         | 2/01/1910         | 1937-1938  | 0 (0)             | 0    | 0      | 0      |
| Koen Caluwé         | Belgique    | ?         | 23/04/1975        | 1999-2004  | 134 (0)           | 3    | 17     | 4      |
| Joren Canters       | Belgique    | ?         | 3/01/1992         | 2012-2013  | 0 (0)             | 0    | 0      | 0      |
| Fehrat Capa         | Belgique    | ?         | 31/03/1991        | 2009-2010  | 0 (0)             | 0    | 0      | 0      |
| Mario Captein       | Belgique    | ?         | 3/10/1971         | 1991-1992  | 14 (0)            | 3    | 1      | 0      |
| Dylan Carton        | Belgique    | Défenseur | 10/01/1993        | 2011-2013  | 11 (0)            | 1    | 4      | 1      |
| Emilio Castro       | Belgique    | ?         | ?                 | 1985-1986  | 0 (0)             | 0    | 0      | 0      |
| Zinou Chergui       | Belgique    | ?         | 17/12/1983        | 2004-2005  | 14 (0)            | 0    | 2      | 0      |
| Remo Ciarlariello   | Belgique    | ?         | 23/11/1961        | 1985-1988  | 0 (0)             | 0    | 0      | 0      |
| Kenneth Cicilia     | Belgique    | ?         | 26/12/1981        | 2007-2009  | 35 (0)            | 2    | 5      | 0      |
| Robbe Claes         | Belgique    | ?         | 10/02/1986        | 2004-2008  | 55 (0)            | 13   | 1      | 0      |
| Joris Claessen      | Belgique    | ?         | 4/08/1988         | 2006-2011  | 11 (0)            | 0    | 0      | 0      |
| Jean Colombain      | Belgique    | ?         | 7/10/1950         | 1975-1976  | 0 (0)             | 0    | 0      | 0      |
| Joeri Coomans       | Belgique    | ?         | 7/12/1981         | 2000-2005  | 103 (0)           | 14   | 8      | 2      |
| Florin Cornățeanu   | Roumanie    | Attaquant | 21/02/1972        | 1997-1998  | 12 (0)            | 1    | 1      | 0      |
| Bart Cornelis       | Belgique    | ?         | 19/03/1989        | 2007-2009  | 0 (0)             | 0    | 0      | 0      |
| Koen Cornelis       | Belgique    | ?         | 21/05/1963        | 1982-1989  | 0 (0)             | 2    | 1      | 2      |
| Petrus Cornelis     | Belgique    | ?         | ?                 | 1936-1937  | 12 (12)           | 0    | 0      | 0      |
| Tomas Cox           | Belgique    | ?         | 20/01/1974        | 1993-1996  | 66 (0)            | 15   | 3      | 0      |
| Michel Cristiaensen | Belgique    | ?         | 7/10/1964         | 1983-1985  | 0 (0)             | 0    | 0      | 0      |
| Didier Croonen      | Belgique    | ?         | 30/04/1960        | 1983-1984  | 0 (0)             | 0    | 0      | 0      |

## D
| Joueur                       | Nationalité  | Position       | Date de naissance | Période(s)           | Matches (dont D1) | Buts | Jaunes | Rouges |
| ---------------------------- | ------------ | -------------- | ----------------- | -------------------- | ----------------- | ---- | ------ | ------ |
| Augusto Da Silva             | Belgique     | ?              | 17/11/1983        | 2009-2011            | 63 (0)            | 12   | 5      | 2      |
| Bart De Backer               | Belgique     | ?              | 27/06/1974        | 2003-2004            | 7 (0)             | 0    | 0      | 0      |
| Constant De Backker          | Belgique     | ?              | 19/02/1928        | 1963-1964            | 0 (0)             | 0    | 0      | 0      |
| Ludo De Beucker              | Belgique     | ?              | ?                 | 1963-1964            | 8 (8)             | 2    | 0      | 0      |
| Willy De Beuker              | Belgique     | ?              | 23/12/1941        | 1963-1970            | 0 (0)             | 0    | 0      | 0      |
| Marc De Buyser               | Belgique     | Attaquant      | 13/11/1963        | 1997-1999            | 38 (0)            | 0    | 0      | 1      |
| Yvan De Corte                | Belgique     | Gardien de but | 29/08/1971        | 1999-2000            | 34 (0)            | 0    | 0      | 0      |
| Garry De Graef               | Belgique     | ?              | 21/10/1974        | 2010-2011            | 11 (0)            | 0    | 3      | 0      |
| Jason De Jong                | Belgique     | ?              | 28/02/1990        | 2009-2010            | 19 (0)            | 1    | 3      | 0      |
| Glenn De Jonge               | Belgique     | ?              | 26/07/1990        | 2011-2012            | 20 (0)            | 0    | 1      | 0      |
| Kurt De Kinder               | Belgique     | ?              | 22/01/1969        | 1987-1989            | 0 (0)             | 0    | 0      | 0      |
| Franciscus De Kok            | Belgique     | ?              | 11/01/1921        | 1956-1957            | 0 (0)             | 0    | 0      | 0      |
| Rudi De Kok                  | Belgique     | ?              | 20/07/1950        | 1972-1973            | 0 (0)             | 0    | 0      | 0      |
| Hugo De Kuster               | Belgique     | ?              | ?                 | 1974-1977            | 0 (0)             | 0    | 0      | 0      |
| Sven De Prins                | Belgique     | ?              | 13/05/1987        | 2006-2007            | 0 (0)             | 0    | 0      | 0      |
| Luc De Ryck                  | Belgique     | ?              | 18/08/1965        | 1985-1991            | 26 (0)            | 55   | 3      | 0      |
| Koen De Schutter             | Belgique     | ?              | 3/06/1986         | 2003-2011            | 130 (0)           | 1    | 15     | 2      |
| Rian Marques De Souza        | Belgique     | ?              | 28/08/1982        | 2000-2002            | 4 (0)             | 0    | 0      | 0      |
| Senne De Swert               | Belgique     | ?              | 16/05/1992        | 2010-2011            | 4 (0)             | 0    | 0      | 0      |
| Philippe De Vicq De Cumptich | Belgique     | ?              | ?                 | 1976-1977            | 0 (0)             | 0    | 0      | 0      |
| Pascal De Vreese             | Belgique     | ?              | 15/05/1972        | 1998-2001            | 84 (0)            | 56   | 9      | 0      |
| Yannick Defossez             | Belgique     | ?              | 6/08/1992         | 2011-2012            | 3 (0)             | 0    | 0      | 0      |
| Kris Deglas                  | Belgique     | ?              | 15/11/1971        | 1998-1999            | 9 (0)             | 1    | 0      | 0      |
| Eduard Dejongh               | Belgique     | ?              | ?                 | 1974-1975            | 0 (0)             | 0    | 0      | 0      |
| Vincent Dejongh              | Belgique     | ?              | 14/02/1983        | 1999-2000            | 3 (0)             | 0    | 0      | 0      |
| Sven Delanoy                 | Belgique     | ?              | 7/10/1983         | 2010-2012            | 47 (0)            | 4    | 7      | 1      |
| Frans Dens                   | Belgique     | ?              | 8/05/1945         | 1969-1970            | 0 (0)             | 0    | 0      | 0      |
| Frans Der Kinderen           | Belgique     | ?              | ?                 | 1926-1928            | 0 (0)             | 0    | 0      | 0      |
| Jozef Der Kinderen           | Belgique     | ?              | ?                 | 1926-1928            | 0 (0)             | 0    | 0      | 0      |
| Kane Develer                 | Belgique     | ?              | 21/07/1988        | 2008-2009            | 23 (0)            | 4    | 1      | 0      |
| Glenn D'Huyvetter            | Belgique     | ?              | 26/10/1987        | 2006-2007            | 14 (0)            | 0    | 1      | 0      |
| Daouda Diakité               | Burkina Faso | Gardien de but | 30/03/1983        | 2010-2012            | 15 (0)            | 0    | 0      | 0      |
| Ferdinand Dickens            | Belgique     | ?              | ?                 | 1931-1932            | 1 (1)             | 0    | 0      | 0      |
| Sébastien Didier             | Belgique     | ?              | 11/07/1984        | 2010-2011            | 34 (0)            | 10   | 1      | 0      |
| Pieter Diels                 | Belgique     | ?              | 9/04/1981         | 1999-2000            | 0 (0)             | 0    | 0      | 0      |
| Yedi Diensi                  | Belgique     | ?              | 3/09/1986         | 2004-2006            | 16 (0)            | 0    | 1      | 0      |
| Leo Dierckx                  | Belgique     | ?              | ?                 | 1971-1972            | 0 (0)             | 0    | 0      | 0      |
| Stefaan Dierckx              | Belgique     | ?              | 7/02/1965         | 1987-1988            | 0 (0)             | 0    | 0      | 0      |
| Glenn Dillens                | Belgique     | ?              | 18/01/1970        | 1990-1991, 1998-2001 | 79 (0)            | 7    | 3      | 2      |
| Artjom Dmitrijev             | Belgique     | ?              | 14/11/1988        | 2012-2013            | 0 (0)             | 0    | 0      | 0      |
| Philippe Dockx               | Belgique     | ?              | 23/06/1983        | 2001-2003            | 4 (0)             | 0    | 0      | 0      |
| Patrick Doms                 | Belgique     | ?              | 31/07/1967        | 1990-1994            | 72 (0)            | 4    | 10     | 0      |
| Ruud Donders                 | Belgique     | ?              | 6/02/1964         | 1987-1989            | 0 (0)             | 0    | 0      | 0      |
| Jason Donkers                | Belgique     | ?              | 16/08/1992        | 2011-2012            | 10 (0)            | 2    | 3      | 1      |
| Kurt Dreesen                 | Belgique     | ?              | 24/06/1973        | 1996-1997            | 16 (0)            | 1    | 2      | 0      |
| Timothy Dreesen              | Belgique     | Défenseur      | 30/01/1987        | 2010-2011            | 9 (0)             | 0    | 0      | 0      |
| Jeroen Driesen               | Belgique     | ?              | 1/06/1982         | 2005-2008            | 13 (0)            | 0    | 0      | 0      |
| Pierre Drouguet              | Belgique     | Gardien de but | 2/05/1962         | 1997-1999            | 66 (0)            | 0    | 3      | 2      |
| Dirk Druyts                  | Belgique     | ?              | 12/11/1974        | 1991-1995            | 74 (0)            | 8    | 7      | 0      |
| Jef Dufraing                 | Belgique     | ?              | 12/02/1957        | 1982-1984            | 0 (0)             | 0    | 0      | 0      |

## E
| Joueur                | Nationalité | Position  | Date de naissance | Période(s) | Matches (dont D1) | Buts | Jaunes | Rouges |
| --------------------- | ----------- | --------- | ----------------- | ---------- | ----------------- | ---- | ------ | ------ |
| Emanuel Ejikeme       | Belgique    | ?         | 19/05/1974        | 2000-2001  | 12 (0)            | 0    | 0      | 0      |
| Islam Shokry El Anany | Belgique    | ?         | 1/10/1983         | 2008-2009  | 9 (0)             | 2    | 1      | 2      |
| Karim El Bodmossi     | Belgique    | ?         | 14/01/1981        | 2004-2005  | 7 (0)             | 0    | 0      | 0      |
| Bobsam Elejiko        | Nigeria     | Défenseur | 18/08/1981        | 2001-2002  | 20 (0)            | 1    | 1      | 1      |
| Frans Engelen         | Belgique    | ?         | 2/04/1911         | 1927-1937  | 0 (0)             | 0    | 0      | 0      |
| Willy Engelen         | Belgique    | ?         | 9/05/1950         | 1973-1974  | 0 (0)             | 0    | 0      | 0      |
| Kemal Eryigit         | Belgique    | ?         | 19/04/1981        | 2001-2003  | 15 (0)            | 1    | 1      | 0      |
| Robert Eshun          | Belgique    | ?         | 19/12/1974        | 1992-1993  | 21 (0)            | 4    | 1      | 0      |
| Dennis Eyckmans       | Belgique    | ?         | 26/10/1987        | 2012-2013  | 0 (0)             | 0    | 0      | 0      |
| Kevin Eyeson          | Belgique    | ?         | 1/04/1993         | 2011-2013  | 5 (0)             | 0    | 0      | 0      |

## F
| Joueur                | Nationalité | Position | Date de naissance | Période(s) | Matches (dont D1) | Buts | Jaunes | Rouges |
| --------------------- | ----------- | -------- | ----------------- | ---------- | ----------------- | ---- | ------ | ------ |
| Youssef Mohamed Fawaz | Belgique    | ?        | 20/08/1990        | 2010-2011  | 7 (0)             | 0    | 0      | 0      |
| Wim Ferket            | Belgique    | ?        | 28/09/1978        | 2001-2002  | 3 (0)             | 0    | 0      | 0      |
| Guy Fleeracker        | Belgique    | ?        | 10/04/1959        | 1977-1978  | 0 (0)             | 0    | 0      | 0      |
| Guy Franken           | Belgique    | ?        | 19/12/1966        | 1984-1993  | 58 (0)            | 31   | 12     | 0      |
| Paul Franken          | Belgique    | ?        | 5/03/1968         | 1984-1987  | 0 (0)             | 0    | 0      | 0      |
| Antonius Fransen      | Belgique    | ?        | 25/08/1954        | 1977-1980  | 0 (0)             | 0    | 0      | 0      |
| Herman Fransen        | Belgique    | ?        | 30/01/1945        | 1963-1974  | 0 (0)             | 0    | 0      | 0      |

## G
| Joueur           | Nationalité | Position          | Date de naissance | Période(s) | Matches (dont D1) | Buts | Jaunes | Rouges |
| ---------------- | ----------- | ----------------- | ----------------- | ---------- | ----------------- | ---- | ------ | ------ |
| Didier Gaens     | Belgique    | ?                 | 3/02/1970         | 1997-1999  | 61 (0)            | 2    | 7      | 1      |
| Steven Geentjens | Belgique    | ?                 | 7/02/1973         | 1997-2002  | 137 (0)           | 18   | 16     | 0      |
| Jan Geerts       | Belgique    | ?                 | ?                 | 1936-1937  | 12 (12)           | 2    | 0      | 0      |
| Johan Geerts     | Belgique    | ?                 | ?                 | 1963-1967  | 2 (2)             | 0    | 0      | 0      |
| Jonas Geerts     | Belgique    | ?                 | 19/03/1983        | 2004-2005  | 0 (0)             | 0    | 0      | 0      |
| Gert Geudens     | Belgique    | ?                 | 14/01/1994        | 2012-2013  | 0 (0)             | 0    | 0      | 0      |
| Guy Geudens      | Belgique    | ?                 | 16/11/1963        | 1984-1985  | 0 (0)             | 0    | 0      | 0      |
| Thierry Geudens  | Belgique    | ?                 | 11/09/1962        | 1990-1995  | 143 (0)           | 10   | 24     | 0      |
| Maxim Geurden    | Belgique    | Milieu de terrain | 2/11/1990         | 2010-2012  | 36 (0)            | 0    | 12     | 0      |
| Rik Gijsbrechts  | Belgique    | ?                 | 8/01/1955         | 1973-1978  | 0 (0)             | 0    | 0      | 0      |
| Sven Gilliaert   | Belgique    | ?                 | 8/03/1985         | 2003-2005  | 0 (0)             | 0    | 0      | 0      |
| Raymond Goossens | Belgique    | ?                 | 23/11/1940        | 1963-1965  | 0 (0)             | 0    | 0      | 0      |
| Patrick Goots    | Belgique    | Attaquant         | 10/04/1966        | 1997-1999  | 67 (0)            | 72   | 4      | 1      |
| Nathan Goris     | Belgique    | Gardien de but    | 30/03/1990        | 2010-2011  | 26 (0)            | 0    | 2      | 0      |
| Rudi Goris       | Belgique    | ?                 | 17/09/1963        | 1983-1985  | 0 (0)             | 0    | 0      | 0      |
| Paul Gorremans   | Belgique    | ?                 | 22/07/1958        | 1974-1975  | 0 (0)             | 0    | 0      | 0      |
| Sven Gorts       | Belgique    | ?                 | 4/07/1977         | 1999-2006  | 124 (0)           | 24   | 18     | 0      |
| Dries Govaerts   | Belgique    | ?                 | 14/02/1984        | 2001-2006  | 73 (0)            | 0    | 4      | 1      |
| Yasin Gul        | Belgique    | ?                 | 12/01/1981        | 1999-2002  | 52 (0)            | 0    | 14     | 0      |

## H
| Joueur             | Nationalité        | Position  | Date de naissance | Période(s) | Matches (dont D1) | Buts | Jaunes | Rouges |
| ------------------ | ------------------ | --------- | ----------------- | ---------- | ----------------- | ---- | ------ | ------ |
| Tom Hanssens       | Belgique           | ?         | 5/08/1990         | 2009-2010  | 0 (0)             | 0    | 0      | 0      |
| Admir Haznadar     | Bosnie-Herzégovine | Attaquant | 25/07/1985        | 2011       | 4 (0)             | 0    | 0      | 0      |
| Chris Hendrickx    | Belgique           | ?         | 18/06/1968        | 1985-1988  | 0 (0)             | 0    | 0      | 0      |
| Henri Hendrickx    | Belgique           | ?         | ?                 | 1931-1937  | 0 (0)             | 0    | 0      | 0      |
| Jean Hendrickx     | Belgique           | ?         | ?                 | 1967-1972  | 0 (0)             | 0    | 0      | 0      |
| Dimitri Henrard    | Belgique           | ?         | 6/04/1970         | 1988-1994  | 72 (0)            | 2    | 11     | 1      |
| Tomaš Heřman       | République tchèque | Attaquant | 23/11/1969        | 1999-2001  | 52 (0)            | 28   | 2      | 1      |
| Louis Heylen       | Belgique           | ?         | ?                 | 1936-1937  | 4 (4)             | 2    | 0      | 0      |
| Bart Hillen        | Belgique           | ?         | 10/11/1983        | 2003-2004  | 0 (0)             | 0    | 0      | 0      |
| Hubert Hofland     | Belgique           | ?         | 25/02/1956        | 1979-1984  | 0 (0)             | 0    | 0      | 0      |
| Sascha Holans      | Belgique           | ?         | 20/11/1978        | 2000-2001  | 26 (0)            | 2    | 4      | 1      |
| Robert Hoofs       | Belgique           | ?         | 10/10/1958        | 1983-1989  | 0 (0)             | 5    | 0      | 0      |
| Bart Horsten       | Belgique           | ?         | 17/09/1969        | 1989-1994  | 102 (0)           | 0    | 13     | 0      |
| Wim Horsten        | Belgique           | ?         | 14/04/1982        | 1999-2010  | 233 (0)           | 1    | 6      | 1      |
| Maurice Houtmeyers | Belgique           | ?         | 24/03/1947        | 1973-1977  | 0 (0)             | 0    | 0      | 0      |
| Jan Hoyberghs      | Belgique           | ?         | ?                 | 1931-1932  | 12 (12)           | 1    | 0      | 0      |
| Jacques Huygaerts  | Belgique           | ?         | ?                 | 1936-1937  | 12 (12)           | 0    | 0      | 0      |

## I
| Joueur        | Nationalité | Position  | Date de naissance | Période(s)           | Matches (dont D1) | Buts | Jaunes | Rouges |
| ------------- | ----------- | --------- | ----------------- | -------------------- | ----------------- | ---- | ------ | ------ |
| Salou Ibrahim | Ghana       | Attaquant | 29/05/1979        | 2000-2001, 2002-2005 | 50 (0)            | 29   | 4      | 1      |

## J
| Joueur                | Nationalité | Position          | Date de naissance | Période(s) | Matches (dont D1) | Buts | Jaunes | Rouges |
| --------------------- | ----------- | ----------------- | ----------------- | ---------- | ----------------- | ---- | ------ | ------ |
| Bart Jacobs           | Belgique    | ?                 | 4/01/1981         | 2001-2002  | 23 (0)            | 11   | 2      | 0      |
| Nick Jacobs           | Belgique    | ?                 | 22/04/1987        | 2005-2008  | 9 (0)             | 0    | 0      | 0      |
| Paul Jacobs           | Belgique    | ?                 | 29/06/1960        | 1978-1979  | 0 (0)             | 0    | 0      | 0      |
| Glenn Jansen          | Belgique    | ?                 | 20/04/1993        | 2008-2012  | 18 (0)            | 1    | 1      | 0      |
| Jean-Pierre Jansen    | Belgique    | ?                 | ?                 | 1975-1976  | 0 (0)             | 0    | 0      | 0      |
| Eric Janssens         | Belgique    | ?                 | 15/11/1958        | 1979-1984  | 0 (0)             | 0    | 0      | 0      |
| Frans Janssens        | Belgique    | Attaquant         | 25/09/1945        | 1963-1966  | 0 (0)             | 0    | 0      | 0      |
| Jonas Janssens        | Belgique    | ?                 | 10/05/1989        | 2007-2010  | 2 (0)             | 0    | 0      | 0      |
| Kevin Janssens        | Belgique    | Milieu de terrain | 29/05/1986        | 2004-2011  | 109 (0)           | 18   | 21     | 4      |
| Michael Janssens      | Belgique    | ?                 | 8/01/1992         | 2010-2011  | 0 (0)             | 0    | 0      | 0      |
| Peter Janssens        | Belgique    | ?                 | 2/05/1980         | 1999-2000  | 0 (0)             | 0    | 0      | 0      |
| Rik Janssens          | Belgique    | ?                 | ?                 | 1927-1928  | 0 (0)             | 0    | 0      | 0      |
| Thomas Janssens       | Belgique    | ?                 | 9/09/1988         | 2005-2006  | 1 (0)             | 0    | 0      | 0      |
| Rene Jespers          | Belgique    | ?                 | ?                 | 1931-1932  | 7 (7)             | 0    | 0      | 0      |
| Eugenio Jimenez-Zafra | Belgique    | ?                 | 18/08/1955        | 1981-1983  | 0 (0)             | 0    | 0      | 0      |
| Zijad Jusic           | Serbie      | Attaquant         | 29/02/1980        | 2004-2006  | 50 (0)            | 22   | 2      | 0      |

## K
| Joueur              | Nationalité | Position | Date de naissance | Période(s) | Matches (dont D1) | Buts | Jaunes | Rouges |
| ------------------- | ----------- | -------- | ----------------- | ---------- | ----------------- | ---- | ------ | ------ |
| Abdelhak Kabiri     | Belgique    | ?        | 20/07/1981        | 1999-2003  | 5 (0)             | 0    | 0      | 0      |
| Johan Kaerts        | Belgique    | ?        | 16/05/1961        | 1986-1987  | 0 (0)             | 0    | 0      | 0      |
| Roger Kemland       | Belgique    | ?        | 10/09/1948        | 1968-1972  | 0 (0)             | 0    | 0      | 0      |
| Frank Kerkhofs      | Belgique    | ?        | 27/02/1971        | 1997-1999  | 37 (0)            | 1    | 3      | 0      |
| Jozef Keuppens      | Belgique    | ?        | ?                 | 1931-1937  | 0 (0)             | 0    | 0      | 0      |
| Peter Keuppens      | Belgique    | ?        | ?                 | 1973-1974  | 0 (0)             | 0    | 0      | 0      |
| Sander Kevelaerts   | Belgique    | ?        | 27/06/1986        | 2012-2013  | 0 (0)             | 0    | 0      | 0      |
| Andre Keymis        | Belgique    | ?        | 19/03/1950        | 1978-1979  | 0 (0)             | 0    | 0      | 0      |
| Maurice Klemans     | Belgique    | ?        | ?                 | 1931-1937  | 0 (0)             | 0    | 0      | 0      |
| Franciscus Kox      | Belgique    | ?        | 22/04/1923        | 1942-1948  | 0 (0)             | 0    | 0      | 0      |
| Jacques Koyen       | Belgique    | ?        | 16/03/1947        | 1967-1970  | 0 (0)             | 0    | 0      | 0      |
| Bert Kreekels       | Belgique    | ?        | 3/07/1968         | 1994-1995  | 30 (0)            | 0    | 1      | 0      |
| Adrianus Krijnen    | Belgique    | ?        | ?                 | 1967-1970  | 0 (0)             | 0    | 0      | 0      |
| Hans Krostina       | Belgique    | ?        | 14/08/1948        | 1972-1975  | 0 (0)             | 0    | 0      | 0      |
| Sjoerd Kuipers      | Belgique    | ?        | 26/11/1990        | 2007-2009  | 0 (0)             | 0    | 0      | 0      |
| Mantas Kuklys       | Belgique    | ?        | 10/07/1987        | 2010-2012  | 30 (0)            | 1    | 2      | 0      |
| Ferdinand Kuppens   | Belgique    | ?        | ?                 | 1936-1937  | 17 (17)           | 7    | 0      | 0      |
| Dirk-Thomas Kwanten | Belgique    | ?        | 21/09/1974        | 1998-1999  | 1 (0)             | 0    | 0      | 0      |

## L
| Joueur            | Nationalité | Position | Date de naissance | Période(s)          | Matches (dont D1) | Buts | Jaunes | Rouges |
| ----------------- | ----------- | -------- | ----------------- | ------------------- | ----------------- | ---- | ------ | ------ |
| Freek Lamain      | Pays-Bas    | ?        | 16/02/1958        | 1987-1989           | 0 (0)             | 0    | 0      | 0      |
| Steve Lambert     | Belgique    | ?        | 2/07/1977         | 1996-1998           | 1 (0)             | 0    | 0      | 0      |
| Ronny Lambrechts  | Belgique    | ?        | 22/12/1955        | 1984-1985           | 0 (0)             | 0    | 0      | 0      |
| Hamada Lamloum    | Belgique    | ?        | 1/07/1991         | 2010-2012           | 7 (0)             | 1    | 1      | 0      |
| Mitchell Landbrug | Belgique    | ?        | 29/11/1988        | 2012-2013           | 0 (0)             | 0    | 0      | 0      |
| Marc Lauwers      | Belgique    | ?        | 8/06/1963         | 1984-1985           | 0 (0)             | 0    | 0      | 0      |
| Vlatko Lazic      | Belgique    | ?        | 1/05/1989         | 2011-2012           | 15 (0)            | 1    | 0      | 0      |
| Peter Leemans     | Belgique    | ?        | 6/01/1970         | 1996-1997           | 14 (0)            | 0    | 2      | 0      |
| Dirk Lemmens      | Belgique    | ?        | 24/12/1970        | 1993-1999           | 151 (0)           | 28   | 31     | 6      |
| Jozef Lempers     | Belgique    | ?        | 24/07/1951        | 1972-1976           | 0 (0)             | 0    | 0      | 0      |
| Domien Leys       | Belgique    | ?        | 9/02/1989         | 2010-2011           | 14 (0)            | 0    | 3      | 0      |
| Alfons Leysen     | Belgique    | ?        | 13/05/1938        | 1963-1965           | 2 (2)             | 0    | 0      | 0      |
| Augustinus Leysen | Belgique    | ?        | 8/10/1928         | 1948-1956           | 0 (0)             | 0    | 0      | 0      |
| Leo Leysen        | Belgique    | ?        | ?                 | 1951-1952           | 0 (0)             | 0    | 0      | 0      |
| Jeroen Liekens    | Belgique    | ?        | 11/05/1988        | 2007-2008           | 0 (0)             | 0    | 0      | 0      |
| Kris Liekens      | Belgique    | ?        | 7/04/1976         | 1998-2000           | 36 (0)            | 0    | 5      | 1      |
| Marcel Loeffen    | Belgique    | ?        | 24/06/1968        | 1993-1994           | 5 (0)             | 0    | 0      | 0      |
| Hubert Lormans    | Belgique    | ?        | ?                 | 1963-1967           | 0 (0)             | 0    | 0      | 0      |
| Gunther Loyens    | Belgique    | ?        | 4/09/1976         | 1995-1998, 2000-... | 358 (0)           | 30   | 64     | 9      |
| Mike Luyten       | Belgique    | ?        | 9/12/1970         | 1994-1996           | 4 (0)             | 0    | 0      | 0      |

## M
| Joueur              | Nationalité | Position          | Date de naissance | Période(s) | Matches (dont D1) | Buts | Jaunes | Rouges |
| ------------------- | ----------- | ----------------- | ----------------- | ---------- | ----------------- | ---- | ------ | ------ |
| Werner Machiels     | Belgique    | ?                 | 30/04/1966        | 1986-1988  | 0 (0)             | 0    | 0      | 0      |
| Paul Maes           | Belgique    | ?                 | 29/12/1963        | 1982-1985  | 0 (0)             | 0    | 0      | 0      |
| Sidney Maes         | Belgique    | ?                 | 31/05/1975        | 1995-1997  | 3 (0)             | 0    | 0      | 0      |
| Vital Maes          | Belgique    | ?                 | 17/09/1970        | 1994-1995  | 16 (0)            | 2    | 2      | 0      |
| Benny Marien        | Belgique    | ?                 | 11/09/1970        | 1994-2000  | 181 (0)           | 9    | 27     | 1      |
| Paul Martens        | Belgique    | ?                 | 27/10/1966        | 1984-1991  | 11 (0)            | 0    | 2      | 0      |
| Abdallah Mateso     | Rwanda      | Attaquant         | 28/09/1965        | 1996-1997  | 27 (0)            | 16   | 2      | 0      |
| Thomas Mathieu      | Belgique    | ?                 | 24/05/1991        | 2009-2010  | 0 (0)             | 0    | 0      | 0      |
| Roy Mauro           | Belgique    | Défenseur         | 16/11/1990        | 2009-2012  | 49 (0)            | 4    | 18     | 2      |
| Ben Mbemba-Mangaka  | Belgique    | ?                 | 6/08/1982         | 2006-2010  | 83 (0)            | 25   | 10     | 0      |
| Jens Meeus          | Belgique    | ?                 | 28/08/1992        | 2011-2012  | 8 (0)             | 0    | 0      | 2      |
| Sven Meeusen        | Belgique    | ?                 | 6/02/1982         | 2002-2003  | 6 (0)             | 0    | 0      | 0      |
| Eligius Meeuwes     | Belgique    | ?                 | 8/06/1954         | 1970-1977  | 0 (0)             | 0    | 0      | 0      |
| Hieronides Meeuwes  | Belgique    | ?                 | 24/01/1949        | 1969-1977  | 0 (0)             | 0    | 0      | 0      |
| Jozef Meeuwes       | Belgique    | ?                 | ?                 | 1968-1969  | 0 (0)             | 0    | 0      | 0      |
| Guy Meeuwis         | Belgique    | ?                 | 25/01/1966        | 1985-1989  | 0 (0)             | 0    | 0      | 0      |
| Jozef Meeuwssen     | Belgique    | ?                 | 22/06/1955        | 1975-1977  | 0 (0)             | 0    | 0      | 0      |
| Ludovicus Meeuwssen | Belgique    | ?                 | ?                 | 1970-1971  | 0 (0)             | 0    | 0      | 0      |
| Marc Meeuwssen      | Belgique    | ?                 | 30/06/1960        | 1979-1983  | 0 (0)             | 0    | 0      | 0      |
| Norddin Melis       | Belgique    | ?                 | 8/05/1984         | 2001-2002  | 0 (0)             | 0    | 0      | 0      |
| Domien Mertens      | Belgique    | ?                 | 15/02/1962        | 1989-1990  | 0 (0)             | 0    | 0      | 0      |
| Jan Mertens         | Belgique    | ?                 | 15/03/1975        | 1997-2004  | 76 (0)            | 0    | 3      | 0      |
| Jeroen Mertens      | Belgique    | ?                 | 6/06/1989         | 2008-2009  | 12 (0)            | 0    | 2      | 0      |
| Walter Mertens      | Belgique    | ?                 | 11/10/1946        | 1973-1981  | 0 (0)             | 0    | 0      | 0      |
| Willem Mertens      | Belgique    | ?                 | 14/03/1935        | 1964-1965  | 0 (0)             | 0    | 0      | 0      |
| Robert Mesmaeckers  | Belgique    | ?                 | 9/03/1950         | 1968-1974  | 0 (0)             | 0    | 0      | 0      |
| Philippe Mesmaekers | Belgique    | ?                 | 15/04/1952        | 1970-1972  | 0 (0)             | 0    | 0      | 0      |
| Christopher Meyers  | Belgique    | Milieu de terrain | 21/11/1990        | 2010-2011  | 13 (0)            | 3    | 5      | 1      |
| Johnny Meynendonckx | Belgique    | ?                 | ?                 | 1969-1970  | 0 (0)             | 0    | 0      | 0      |
| Ruben Meynendonckx  | Belgique    | ?                 | 21/11/1993        | 2011-...   | 1 (0)             | 0    | 0      | 0      |
| Leon Meys           | Belgique    | ?                 | 23/09/1964        | 1995-1998  | 36 (0)            | 0    | 5      | 2      |
| Dirk Moonen         | Belgique    | ?                 | 24/09/1963        | 1983-1984  | 0 (0)             | 0    | 0      | 0      |
| Tom Moons           | Belgique    | ?                 | 24/04/1981        | 2002-2010  | 166 (0)           | 19   | 21     | 4      |
| Johan Moors         | Belgique    | ?                 | 1/02/1965         | 1991-1994  | 8 (0)             | 1    | 0      | 0      |
| Johannes Mossel     | Belgique    | ?                 | 18/07/1970        | 1994-1996  | 17 (0)            | 1    | 2      | 0      |

## N
| Joueur                     | Nationalité | Position  | Date de naissance | Période(s)          | Matches (dont D1) | Buts | Jaunes | Rouges |
| -------------------------- | ----------- | --------- | ----------------- | ------------------- | ----------------- | ---- | ------ | ------ |
| Didier N'Dagano            | Belgique    | ?         | 1/09/1988         | 2011-2012           | 9 (0)             | 1    | 2      | 0      |
| Rukundo Junior N'Dagano    | Belgique    | ?         | 25/10/1985        | 2011-2012           | 1 (0)             | 0    | 0      | 0      |
| Hamad Ndikumana            | Belgique    | ?         | 5/10/1978         | 2000-2001           | 19 (0)            | 0    | 3      | 0      |
| Dries Neefs                | Belgique    | ?         | 15/01/1984        | 2002-2005           | 16 (0)            | 0    | 0      | 0      |
| Guy Bertrand Ngon A Mamoun | Belgique    | ?         | 4/11/1983         | 2009-2010           | 22 (0)            | 3    | 3      | 0      |
| Harald Nickel              | Allemagne   | Attaquant | 21/07/1953        | 1972-1975           | 0 (0)             | 43   | 0      | 0      |
| Jan Nijsmans               | Belgique    | ?         | 4/03/1951         | 1970-1971           | 0 (0)             | 0    | 0      | 0      |
| Jozef Nijsmans             | Belgique    | ?         | ?                 | 1968-1977           | 0 (0)             | 0    | 0      | 0      |
| Bertho Nijst               | Belgique    | ?         | 8/10/1952         | 1981-1983           | 0 (0)             | 11   | 0      | 0      |
| Henny Noyen                | Belgique    | ?         | 12/03/1984        | 2008-2011           | 90 (0)            | 34   | 7      | 0      |
| Lars Nuyts                 | Belgique    | ?         | 24/03/1994        | 2012-...            | 0 (0)             | 0    | 0      | 0      |
| Niels Nuyts                | Belgique    | ?         | 5/02/1990         | 2008-2011           | 10 (0)            | 1    | 0      | 0      |
| Noël Nyason                | Ghana       | Attaquant | 16/01/1993        | 2010-2011, 2012-... | 22 (0)            | 1    | 4      | 1      |
| Patrick Nys                | Belgique    | ?         | 25/01/1969        | 1995-1997           | 68 (0)            | 0    | 3      | 0      |

## O
| Joueur           | Nationalité | Position          | Date de naissance | Période(s)      | Matches (dont D1) | Buts | Jaunes | Rouges |
| ---------------- | ----------- | ----------------- | ----------------- | --------------- | ----------------- | ---- | ------ | ------ |
| Kwakye Oduro     | Belgique    | Défenseur         | 8/02/1987         | 2011-2012       | 0 (0)             | 0    | 0      | 0      |
| Folorundo Okenla | Belgique    | ?                 | 9/10/1967         | 1992-1993       | 4 (0)             | 0    | 0      | 0      |
| Karel Ooms       | Pays-Bas    | Attaquant         | 25/09/1916        | 1936-1937       | 0 (0)             | 0    | 0      | 0      |
| Steven Ooms      | Belgique    | ?                 | 31/05/1977        | 1998-2000       | 14 (0)            | 0    | 0      | 0      |
| Mobi Oparaku     | Nigeria     | Défenseur         | 1/12/1976         | 1995-1997       | 30 (0)            | 2    | 7      | 1      |
| Eric Opdebeeck   | Belgique    | ?                 | 27/10/1965        | 1986-1988       | 0 (0)             | 0    | 0      | 0      |
| Rocco Opdebeeck  | Belgique    | ?                 | 7/05/1971         | 1992-1994       | 4 (0)             | 0    | 0      | 0      |
| Robbe Orban      | Belgique    | ?                 | 14/02/1991        | 2009-2010       | 0 (0)             | 0    | 0      | 0      |
| Frans Oris       | Belgique    | ?                 | 14/12/1956        | 1983-1985       | 0 (0)             | 0    | 0      | 0      |
| Gilbert Oris     | Belgique    | ?                 | ?                 | 1967-1975       | 0 (0)             | 0    | 0      | 0      |
| Daniel Owusu     | Ghana       | Milieu de terrain | 13/06/1989        | 2009, 2011-2012 | 30 (0)            | 3    | 7      | 1      |
| Ogun Ozcan       | Belgique    | ?                 | 10/10/1981        | 2012-...        | 0 (0)             | 0    | 0      | 0      |

## P
| Joueur                          | Nationalité | Position | Date de naissance | Période(s) | Matches (dont D1) | Buts | Jaunes | Rouges |
| ------------------------------- | ----------- | -------- | ----------------- | ---------- | ----------------- | ---- | ------ | ------ |
| Manu Pas                        | Belgique    | ?        | 2/03/1971         | 1989-1990  | 0 (0)             | 0    | 0      | 0      |
| Wesley Peeraer                  | Belgique    | ?        | 31/07/1987        | 2007-2008  | 0 (0)             | 0    | 0      | 0      |
| Eddy Peeters                    | Belgique    | ?        | 26/09/1952        | 1974-1975  | 0 (0)             | 0    | 0      | 0      |
| Herman Peeters                  | Belgique    | ?        | ?                 | 1970-1974  | 0 (0)             | 0    | 0      | 0      |
| Lambert Peeters                 | Belgique    | ?        | 13/04/1968        | 1996-1997  | 29 (0)            | 1    | 4      | 4      |
| Filip Pelckmans                 | Belgique    | ?        | 31/05/1985        | 2003-2005  | 4 (0)             | 0    | 2      | 0      |
| Luc Pelckmans                   | Belgique    | ?        | 27/09/1957        | 1979-1980  | 0 (0)             | 0    | 0      | 0      |
| Dino Peljto                     | Belgique    | ?        | 7/10/1987         | 2011-2012  | 33 (0)            | 7    | 3      | 0      |
| Antonius Pennings               | Belgique    | ?        | 17/07/1951        | 1970-1974  | 0 (0)             | 0    | 0      | 0      |
| Jeivison Andre Pereira De Souza | Belgique    | ?        | 9/03/1982         | 2012-...   | 0 (0)             | 0    | 0      | 0      |
| François Persegael              | Belgique    | ?        | ?                 | 1957-1973  | 0 (0)             | 0    | 0      | 0      |
| Mattis Persoons                 | Belgique    | ?        | 5/06/1986         | 2007-2008  | 12 (0)            | 2    | 4      | 0      |
| Jozef Piedfort                  | Belgique    | ?        | 20/05/1930        | 1950-1962  | 0 (0)             | 0    | 0      | 0      |
| Raymond Piedfort                | Belgique    | ?        | 2/06/1937         | 1961-1962  | 0 (0)             | 0    | 0      | 0      |
| Harald Pinxten                  | Belgique    | ?        | 1/09/1977         | 1997-1999  | 37 (0)            | 0    | 1      | 1      |
| Paul Poels                      | Belgique    | ?        | 9/01/1950         | 1970-1977  | 0 (0)             | 0    | 0      | 0      |
| Kay Poulsen                     | Belgique    | ?        | 31/12/1942        | 1970-1973  | 0 (0)             | 0    | 0      | 0      |
| Patrick Proost                  | Belgique    | ?        | 4/03/1964         | 1983-1986  | 0 (0)             | 2    | 1      | 0      |
| Tom Proost                      | Belgique    | ?        | 1/12/1988         | 2006-2012  | 108 (0)           | 0    | 11     | 1      |

## Q
| Joueur           | Nationalité | Position          | Date de naissance | Période(s) | Matches (dont D1) | Buts | Jaunes | Rouges |
| ---------------- | ----------- | ----------------- | ----------------- | ---------- | ----------------- | ---- | ------ | ------ |
| Peter Quintelier | Belgique    | Milieu de terrain | 2/10/1967         | 1999-2001  | 63 (0)            | 12   | 15     | 0      |

## R
| Joueur                     | Nationalité | Position          | Date de naissance | Période(s) | Matches (dont D1) | Buts | Jaunes | Rouges |
| -------------------------- | ----------- | ----------------- | ----------------- | ---------- | ----------------- | ---- | ------ | ------ |
| Norbert Rebsch             | Belgique    | ?                 | 2/10/1965         | 1989-1991  | 8 (0)             | 0    | 0      | 0      |
| Bart Renet                 | Belgique    | ?                 | 25/03/1978        | 1999-2000  | 2 (0)             | 0    | 0      | 0      |
| Maxime Renson              | Belgique    | ?                 | 25/06/1987        | 2010-2011  | 26 (0)            | 0    | 7      | 0      |
| Benny Reynders             | Belgique    | ?                 | 25/10/1968        | 1991-1992  | 0 (0)             | 0    | 0      | 0      |
| Lorenzo Rimkus             | Pays-Bas    | Milieu de terrain | 22/09/1984        | 2009       | 36 (0)            | 4    | 3      | 0      |
| Alexandre Rinaldi Da Silva | Belgique    | ?                 | 3/04/1977         | 2008-2009  | 11 (0)            | 0    | 0      | 0      |
| Marcos Rogerio             | Belgique    | ?                 | 19/10/1976        | 1996-1997  | 2 (0)             | 0    | 0      | 0      |
| René Romand                | Belgique    | ?                 | 3/01/1984         | 2001-2004  | 16 (0)            | 0    | 0      | 2      |
| André Roymans              | Belgique    | ?                 | ?                 | 1931-1937  | 0 (0)             | 0    | 0      | 0      |
| Peter Ruts                 | Belgique    | Milieu de terrain | 27/11/1962        | 1987-1994  | 89 (0)            | 17   | 20     | 2      |

## S
| Joueur                      | Nationalité  | Position          | Date de naissance | Période(s) | Matches (dont D1) | Buts | Jaunes | Rouges |
| --------------------------- | ------------ | ----------------- | ----------------- | ---------- | ----------------- | ---- | ------ | ------ |
| Franko Salvo                | Belgique     | ?                 | 10/04/1965        | 1983-1984  | 0 (0)             | 0    | 0      | 0      |
| Kingsley Samuel             | Ghana        | Défenseur         | 27/12/1978        | 2000-2001  | 12 (0)            | 0    | 0      | 1      |
| Ousmane Sanou               | Burkina Faso | ?                 | 11/03/1978        | 2005-2006  | 10 (0)            | 1    | 3      | 0      |
| Maarten Sas                 | Belgique     | ?                 | 8/04/1987         | 2006-2007  | 0 (0)             | 0    | 0      | 0      |
| Robert Schluter             | Belgique     | ?                 | 10/07/1963        | 1987-1988  | 0 (0)             | 0    | 0      | 0      |
| Sven Schoenmaekers          | Belgique     | ?                 | 22/05/1980        | 1998-2000  | 39 (0)            | 6    | 2      | 0      |
| Tijs Schrauwen              | Belgique     | ?                 | 22/06/1983        | 2005-2007  | 53 (0)            | 1    | 13     | 1      |
| Jorne Segers                | Belgique     | ?                 | 25/11/1993        | 2011-...   | 17 (0)            | 3    | 3      | 0      |
| Jim Seiffermann             | Belgique     | ?                 | 7/09/1989         | 2012-...   | 0 (0)             | 0    | 0      | 0      |
| Dionizio Carlos Silva Filho | Brésil       | ?                 | 18/08/1971        | 2002-2003  | 28 (0)            | 5    | 0      | 0      |
| Lennert Slegers             | Belgique     | ?                 | 4/02/1992         | 2012-...   | 0 (0)             | 0    | 0      | 0      |
| Ruben Slegers               | Belgique     | ?                 | 9/09/1991         | 2008-2011  | 3 (0)             | 0    | 0      | 0      |
| Glenn Smet                  | Belgique     | ?                 | 14/11/1990        | 2008-2009  | 2 (0)             | 0    | 1      | 0      |
| Rudy Smets                  | Belgique     | ?                 | 22/06/1958        | 1975-1976  | 0 (0)             | 0    | 0      | 0      |
| Rob Sneyers                 | Belgique     | ?                 | ?                 | 1960-1967  | 0 (0)             | 0    | 0      | 0      |
| Jef Snyders                 | Belgique     | ?                 | 21/01/1991        | 2008-2010  | 0 (0)             | 0    | 0      | 0      |
| Frederic Somers             | Belgique     | ?                 | 2/01/1974         | 1990-1994  | 2 (0)             | 0    | 0      | 1      |
| Kevin Somers                | Belgique     | ?                 | 10/03/1986        | 2005-2006  | 0 (0)             | 0    | 0      | 0      |
| Ken Spies                   | Belgique     | ?                 | 9/03/1990         | 2012-...   | 0 (0)             | 0    | 0      | 0      |
| Bart Spiessens              | Belgique     | ?                 | 9/09/1977         | 1999-2000  | 4 (0)             | 0    | 0      | 0      |
| Pierre Spiessens            | Belgique     | ?                 | 18/02/1933        | 1961-1965  | 0 (0)             | 0    | 0      | 0      |
| Gunther Sterckx             | Belgique     | ?                 | 26/10/1966        | 1997-1998  | 26 (0)            | 7    | 5      | 0      |
| Marc Sterckx                | Belgique     | ?                 | 6/05/1959         | 1984-1986  | 0 (0)             | 0    | 1      | 1      |
| Roger Sterckx               | Belgique     | ?                 | 26/10/1954        | 1973-1978  | 0 (0)             | 0    | 0      | 0      |
| Manu Stes                   | Belgique     | ?                 | 14/05/1992        | 2009-2012  | 13 (0)            | 1    | 2      | 0      |
| Chris Stroybant             | Belgique     | Milieu de terrain | 22/10/1946        | 1965-1979  | 0 (0)             | 11   | 0      | 0      |
| Louis Swaans                | Belgique     | ?                 | 18/12/1933        | 1955-1961  | 0 (0)             | 0    | 0      | 0      |
| Ruud Swinkels               | Belgique     | ?                 | 23/02/1987        | 2005-2006  | 0 (0)             | 0    | 0      | 0      |
| Abraham Sylla               | Belgique     | ?                 | 30/07/1973        | 1994-1996  | 8 (0)             | 1    | 0      | 0      |
| Marc Sylverans              | Belgique     | ?                 | 17/06/1972        | 1990-2001  | 127 (0)           | 9    | 24     | 2      |
| Yves Sylverans              | Belgique     | ?                 | 8/02/1970         | 1989-1997  | 171 (0)           | 3    | 34     | 0      |

## T
| Joueur               | Nationalité | Position  | Date de naissance | Période(s) | Matches (dont D1) | Buts | Jaunes | Rouges |
| -------------------- | ----------- | --------- | ----------------- | ---------- | ----------------- | ---- | ------ | ------ |
| Petrus Takx          | Belgique    | ?         | ?                 | 1972-1974  | 0 (0)             | 0    | 0      | 0      |
| Nicholas Tamsin      | Belgique    | Défenseur | 10/12/1989        | 2008-2010  | 58 (0)            | 1    | 1      | 1      |
| Ibrahima Thiam-Iyane | Belgique    | ?         | 20/08/1981        | 2009-2010  | 11 (0)            | 2    | 1      | 2      |
| Mike Thijs           | Belgique    | ?         | 3/06/1970         | 1988-1989  | 0 (0)             | 0    | 0      | 0      |
| Ronny Thoelen        | Belgique    | ?         | 30/03/1970        | 1992-1993  | 4 (0)             | 0    | 1      | 0      |
| Jo Thomassen         | Belgique    | ?         | 14/07/1967        | 1991-1992  | 9 (0)             | 1    | 0      | 0      |
| Alexandre Tokpa      | Belgique    | ?         | 16/11/1985        | 2012-...   | 0 (0)             | 0    | 0      | 0      |
| Wilhelmus Toonen     | Belgique    | ?         | 19/01/1970        | 1993-1994  | 7 (0)             | 0    | 0      | 0      |
| Victor Torfs         | Belgique    | ?         | ?                 | 1968-1972  | 0 (0)             | 0    | 0      | 0      |
| Rosenilton Torres    | Belgique    | ?         | 25/02/1978        | 2001-2002  | 19 (0)            | 3    | 0      | 0      |
| Ousmane Traore       | Sénégal     | Attaquant | 15/02/1985        | 2010-2012  | 53 (0)            | 18   | 6      | 1      |
| Frank Truyens        | Belgique    | ?         | 9/08/1965         | 1984-1987  | 0 (0)             | 0    | 0      | 0      |

## U
| Joueur                  | Nationalité | Position | Date de naissance | Période(s) | Matches (dont D1) | Buts | Jaunes | Rouges |
| ----------------------- | ----------- | -------- | ----------------- | ---------- | ----------------- | ---- | ------ | ------ |
| Sunny Umoru             | Belgique    | ?        | 29/11/1974        | 1991-1994  | 42 (0)            | 3    | 6      | 1      |
| Glenn Urkens            | Belgique    | ?        | 31/01/1988        | 2006-2009  | 2 (0)             | 0    | 0      | 0      |
| Paul Uzokwe Chukwenedum | Nigeria     | ?        | 2/06/1963         | 1990-1998  | 224 (0)           | 89   | 42     | 2      |

## V
| Joueur                 | Nationalité | Position          | Date de naissance | Période(s)           | Matches (dont D1) | Buts | Jaunes | Rouges |
| ---------------------- | ----------- | ----------------- | ----------------- | -------------------- | ----------------- | ---- | ------ | ------ |
| Frank Valkenborch      | Belgique    | ?                 | 22/05/1961        | 1988-1990            | 0 (0)             | 10   | 0      | 0      |
| Eric Van Ammel         | Belgique    | ?                 | 15/03/1970        | 1987-1991            | 1 (0)             | 0    | 0      | 0      |
| Yves Van Beylen        | Belgique    | ?                 | 8/02/1976         | 1997-2000            | 31 (0)            | 1    | 7      | 0      |
| Johan Van Bijsterveld  | Belgique    | ?                 | 2/12/1959         | 1982-1984            | 0 (0)             | 10   | 0      | 0      |
| Jozef Van Broeckhoven  | Belgique    | ?                 | ?                 | 1970-1973            | 0 (0)             | 0    | 0      | 0      |
| Marc Van Bulck         | Belgique    | ?                 | 20/02/1960        | 1984-1985            | 0 (0)             | 0    | 0      | 0      |
| Niels Van De Vel       | Belgique    | ?                 | 28/08/1994        | 2011-...             | 6 (0)             | 0    | 0      | 0      |
| Guido Van De Weyer     | Belgique    | ?                 | ?                 | 1966-1977            | 0 (0)             | 0    | 0      | 0      |
| Jef Van De Weyer       | Belgique    | ?                 | 14/12/1957        | 1974-1980            | 0 (0)             | 0    | 0      | 0      |
| Adrianus Van De Wiel   | Belgique    | ?                 | 1/08/1959         | 1982-1987            | 0 (0)             | 40   | 1      | 0      |
| Dirk Van Den Bleeken   | Belgique    | ?                 | ?                 | 1975-1976            | 0 (0)             | 0    | 0      | 0      |
| Peter Van Den Borne    | Belgique    | ?                 | 5/03/1966         | 1992-1998            | 71 (0)            | 0    | 0      | 0      |
| Adrianus Van Den Brand | Belgique    | ?                 | 2/10/1954         | 1976-1979            | 0 (0)             | 0    | 0      | 0      |
| Ben Van Den Brandt     | Belgique    | ?                 | 6/09/1985         | 2006-2008            | 53 (0)            | 6    | 10     | 1      |
| Hugo Van Den Broeck    | Belgique    | ?                 | ?                 | 1982-1983            | 0 (0)             | 0    | 0      | 0      |
| Geert Van Der Avoort   | Belgique    | ?                 | 10/02/1982        | 2001-2002            | 0 (0)             | 0    | 0      | 0      |
| Philip Van Der Celen   | Belgique    | ?                 | 20/12/1980        | 1997-2000            | 0 (0)             | 0    | 0      | 0      |
| Rob van der Kaay       | Pays-Bas    | Milieu de terrain | 10/07/1966        | 1993-1995            | 24 (0)            | 3    | 4      | 2      |
| Wim Van Der Steene     | Belgique    | ?                 | 24/09/1958        | 1988-1994            | 99 (0)            | 7    | 20     | 2      |
| Dirk Van Deun          | Belgique    | ?                 | 27/05/1960        | 1984-1985            | 0 (0)             | 0    | 0      | 0      |
| Michel Van Deun        | Belgique    | ?                 | 6/09/1953         | 1971-1988            | 0 (0)             | 1    | 1      | 0      |
| Luc Van Dingenen       | Belgique    | ?                 | 25/08/1962        | 1989-1990            | 0 (0)             | 0    | 0      | 0      |
| Geert Van Doninck      | Belgique    | Milieu de terrain | 21/05/1962        | 1979-1990            | 0 (0)             | 2    | 2      | 0      |
| Nick Van Dooren        | Belgique    | ?                 | 19/04/1986        | 2003-2005            | 0 (0)             | 0    | 0      | 0      |
| Eddy Van Dyck          | Belgique    | ?                 | 24/04/1971        | 1989-1991            | 2 (0)             | 0    | 0      | 0      |
| Tom Van Dyck           | Belgique    | ?                 | 30/03/1992        | 2012-...             | 0 (0)             | 0    | 0      | 0      |
| Alfons Van Echelpoel   | Belgique    | ?                 | ?                 | 1926-1932            | 0 (0)             | 0    | 0      | 0      |
| Gunter Van Eyck        | Belgique    | ?                 | 19/12/1960        | 1984-1985            | 0 (0)             | 3    | 2      | 0      |
| Jozef Van Eyck         | Belgique    | ?                 | ?                 | 1931-1937            | 0 (0)             | 0    | 0      | 0      |
| Kurt Van Gael          | Belgique    | ?                 | 16/12/1974        | 1990-1994            | 9 (0)             | 1    | 0      | 0      |
| Janus Van Gelder       | Belgique    | ?                 | ?                 | 1985-1986            | 0 (0)             | 0    | 0      | 0      |
| Luc Van Genechten      | Belgique    | ?                 | 29/08/1963        | 1986-1988            | 0 (0)             | 0    | 0      | 0      |
| Karel Van Gestel       | Belgique    | ?                 | ?                 | 1931-1932            | 0 (0)             | 0    | 0      | 0      |
| Mario Van Ginneken     | Belgique    | ?                 | 17/12/1970        | 1985-1989            | 0 (0)             | 0    | 0      | 0      |
| Frank Van Gompel       | Belgique    | ?                 | 3/02/1959         | 1976-1977            | 0 (0)             | 0    | 0      | 0      |
| Danny Van Gorp         | Belgique    | ?                 | 26/06/1962        | 1982-1992            | 58 (0)            | 0    | 1      | 1      |
| Roel Van Hemert        | Pays-Bas    | Milieu de terrain | 21/11/1984        | 2004-2006            | 45 (0)            | 3    | 11     | 1      |
| Hans Van Hoof          | Belgique    | ?                 | 24/08/1964        | 1984-1985            | 0 (0)             | 0    | 0      | 0      |
| Luc Van Hoof           | Belgique    | ?                 | 16/08/1958        | 1976-1987            | 0 (0)             | 4    | 7      | 1      |
| Randy Van Hout         | Belgique    | ?                 | 26/01/1987        | 2006-2007            | 0 (0)             | 0    | 0      | 0      |
| Mark Van Immerseels    | Belgique    | ?                 | 3/08/1957         | 1983-1985            | 0 (0)             | 3    | 4      | 0      |
| Robert Van Leeuwen     | Belgique    | ?                 | 23/05/1950        | 1973-1974            | 0 (0)             | 0    | 0      | 0      |
| Maarten Van Lieshout   | Belgique    | ?                 | 13/08/1985        | 2008-2010            | 36 (0)            | 0    | 5      | 0      |
| Alain Van Lint         | Belgique    | ?                 | 26/09/1972        | 2001-2008            | 149 (0)           | 4    | 18     | 2      |
| Walter Van Litsenborgh | Belgique    | ?                 | ?                 | 1984-1985            | 0 (0)             | 0    | 0      | 0      |
| Kenn Van Loo           | Belgique    | ?                 | 14/12/1982        | 2000-2007            | 89 (0)            | 3    | 14     | 1      |
| Danny Van Luyck        | Belgique    | ?                 | 21/12/1971        | 1993-1994            | 0 (0)             | 0    | 0      | 0      |
| Martijn Van Mechelen   | Belgique    | ?                 | 15/11/1975        | 1993-1994            | 0 (0)             | 0    | 0      | 0      |
| Dirk Van Oekelen       | Belgique    | ?                 | 31/03/1971        | 1989-1998            | 158 (0)           | 5    | 24     | 2      |
| Alphonsus Van Opstal   | Belgique    | ?                 | 30/11/1914        | 1938-1942            | 29 (0)            | 13   | 0      | 0      |
| Mathias Van Remortel   | Belgique    | ?                 | 7/02/1986         | 2002-2006            | 19 (0)            | 2    | 0      | 0      |
| Ronny Van Rethy        | Belgique    | ?                 | 21/11/1961        | 1997-1999            | 62 (0)            | 0    | 6      | 0      |
| Bert Van Riel          | Belgique    | ?                 | 20/05/1975        | 1995-1998            | 16 (0)            | 0    | 0      | 0      |
| Richard Van Rijn       | Belgique    | ?                 | 1/07/1985         | 2005-2006            | 6 (0)             | 0    | 0      | 0      |
| Ronny Van Rompaey      | Belgique    | ?                 | 30/01/1966        | 1994-1996            | 35 (0)            | 3    | 4      | 0      |
| Julien Van Roosbroeck  | Belgique    | ?                 | 9/10/1935         | 1959-1960, 1970-1972 | 0 (0)             | 12   | 0      | 0      |
| Léon Van Rooy          | Belgique    | Gardien de but    | ?                 | 1961-1967            | 0 (0)             | 0    | 0      | 0      |
| Steven Van Rooy        | Belgique    | ?                 | 10/12/1982        | 2000-2008            | 172 (0)           | 3    | 28     | 4      |
| David Van Roy          | Belgique    | ?                 | 29/09/1972        | 1991-1994            | 12 (0)            | 0    | 0      | 0      |
| Roger Van Ryckeghem    | Belgique    | ?                 | 28/05/1913        | 1936-1937            | 0 (0)             | 0    | 0      | 0      |
| Leo Van Soom           | Belgique    | ?                 | ?                 | 1973-1977            | 0 (0)             | 0    | 0      | 0      |
| Bart Van Tiggelen      | Belgique    | ?                 | 22/08/1974        | 1993-1997            | 5 (0)             | 0    | 0      | 0      |
| Dirk Van Tilborg       | Belgique    | ?                 | 24/09/1963        | 1983-1986            | 0 (0)             | 0    | 1      | 0      |
| Rudi Van Tilburg       | Belgique    | ?                 | 4/11/1962         | 1989-1991            | 20 (0)            | 0    | 4      | 0      |
| Sven Van Vlasselaer    | Belgique    | ?                 | 5/06/1981         | 2006-2008            | 54 (0)            | 19   | 11     | 0      |
| Maarten Van Wolputte   | Belgique    | ?                 | 22/02/1983        | 2001-2002            | 1 (0)             | 0    | 0      | 0      |
| Johan Vanarwegen       | Belgique    | ?                 | 16/05/1958        | 1985-1989            | 0 (0)             | 8    | 0      | 0      |
| Winand Vandelaer       | Belgique    | ?                 | 3/12/1956         | 1988-1990            | 0 (0)             | 0    | 0      | 0      |
| Steven Vandenbergh     | Belgique    | ?                 | 2/02/1987         | 2007-...             | 115 (0)           | 7    | 15     | 1      |
| Martinus Vandentillaar | Belgique    | ?                 | 6/04/1951         | 1978-1981            | 0 (0)             | 0    | 0      | 0      |
| Bart Vanderlinden      | Belgique    | ?                 | 8/10/1983         | 2001-2002            | 1 (0)             | 0    | 0      | 0      |
| Luc Vanderschommen     | Belgique    | ?                 | 21/09/1954        | 1973-1976            | 0 (0)             | 0    | 0      | 0      |
| Jurgen Vandeurzen      | Belgique    | Milieu de terrain | 26/01/1974        | 1998-2001            | 119 (0)           | 8    | 11     | 0      |
| Jan Vandoninck         | Belgique    | ?                 | 31/01/1936        | 1959-1967            | 0 (0)             | 0    | 0      | 0      |
| Andre Vanlommel        | Belgique    | ?                 | 21/02/1946        | 1977-1979            | 0 (0)             | 0    | 0      | 0      |
| Lawrence Vechter       | Belgique    | ?                 | 2/11/1978         | 1999-2000            | 3 (0)             | 0    | 0      | 0      |
| Jacques Vekens         | Belgique    | ?                 | ?                 | 1931-1932            | 0 (0)             | 0    | 0      | 0      |
| Alan Ven               | Belgique    | ?                 | 28/06/1984        | 2007-2011            | 91 (0)            | 23   | 8      | 1      |
| Leo Verbeek            | Belgique    | ?                 | ?                 | 1974-1975            | 0 (0)             | 0    | 0      | 0      |
| Nic Verboven           | Belgique    | ?                 | 26/02/1955        | 1974-1978            | 0 (0)             | 0    | 0      | 0      |
| Gustaaf Verhaegen      | Belgique    | ?                 | 10/12/1957        | 1982-1988            | 0 (0)             | 5    | 2      | 0      |
| Albert Verheyen        | Belgique    | ?                 | ?                 | 1931-1932            | 0 (0)             | 0    | 0      | 0      |
| Frans Verheyen         | Belgique    | ?                 | 27/12/1955        | 1981-1985            | 0 (0)             | 1    | 0      | 0      |
| René Verheyen          | Belgique    | Milieu de terrain | 20/03/1952        | 1971-1974            | 0 (0)             | 10   | 0      | 0      |
| Roger Verhoeven        | Belgique    | ?                 | 8/04/1949         | 1969-1973            | 0 (0)             | 0    | 0      | 0      |
| François Vermeersch    | Belgique    | ?                 | 4/09/1952         | 1973-1975            | 0 (0)             | 0    | 0      | 0      |
| Adriaan Vermeiren      | Belgique    | ?                 | ?                 | 1968-1972            | 0 (0)             | 0    | 0      | 0      |
| Nick Vermeiren         | Belgique    | ?                 | 20/07/1982        | 2004-2007            | 2 (0)             | 0    | 0      | 0      |
| André Verrydt          | Belgique    | ?                 | ?                 | 1968-1975            | 0 (0)             | 0    | 0      | 0      |
| Ivan Verrydt           | Belgique    | ?                 | 27/01/1971        | 1990-1995            | 1 (0)             | 0    | 0      | 0      |
| Bruno Versavel         | Belgique    | Milieu de terrain | 27/08/1967        | 2000-2007            | 177 (0)           | 79   | 25     | 4      |
| Albert Verschueren     | Belgique    | ?                 | ?                 | 1968-1973            | 0 (0)             | 0    | 0      | 0      |
| Dirk Verschueren       | Belgique    | ?                 | 30/06/1960        | 1979-1984            | 0 (0)             | 13   | 3      | 0      |
| Wim Verschueren        | Belgique    | ?                 | 2/03/1965         | 1985-1988            | 0 (0)             | 0    | 0      | 0      |
| Vital Verschuren       | Belgique    | ?                 | 19/11/1969        | 1998-2001            | 47 (0)            | 2    | 4      | 3      |
| Didier Versmissen      | Belgique    | ?                 | 17/03/1970        | 1990-1995            | 13 (0)            | 0    | 0      | 0      |
| Rinus Verstraeten      | Belgique    | ?                 | ?                 | 1975-1977            | 0 (0)             | 0    | 0      | 0      |
| René Vervoort          | Belgique    | ?                 | ?                 | 1962-1965            | 0 (0)             | 0    | 0      | 0      |
| Rudy Vervoort          | Belgique    | ?                 | 11/07/1960        | 1982-1987            | 0 (0)             | 5    | 3      | 0      |
| Filip Verwimp          | Belgique    | ?                 | 21/10/1970        | 1987-1996            | 71 (0)            | 1    | 5      | 0      |
| Niels Vets             | Belgique    | ?                 | 19/02/1992        | 2011-2012            | 12 (0)            | 0    | 6      | 0      |
| Mauricio Vitali Filho  | Belgique    | ?                 | 28/01/1988        | 2011-2012            | 29 (0)            | 11   | 1      | 0      |
| Dirk Voordeckers       | Belgique    | ?                 | 23/06/1970        | 1992-1994            | 20 (0)            | 0    | 0      | 0      |
| Janick Vos             | Belgique    | ?                 | 18/05/1982        | 2003-2004            | 3 (0)             | 0    | 1      | 0      |
| Florent Vosters        | Belgique    | ?                 | ?                 | 1931-1937            | 0 (0)             | 0    | 0      | 0      |
| Koen Vosters           | Belgique    | ?                 | 11/08/1975        | 1993-1997            | 25 (0)            | 1    | 1      | 0      |
| Corneel Vrins          | Belgique    | ?                 | ?                 | 1967-1971            | 0 (0)             | 0    | 0      | 0      |

## W
| Joueur           | Nationalité | Position | Date de naissance | Période(s) | Matches (dont D1) | Buts | Jaunes | Rouges |
| ---------------- | ----------- | -------- | ----------------- | ---------- | ----------------- | ---- | ------ | ------ |
| Jan Wellens      | Belgique    | ?        | 28/02/1967        | 1995-1996  | 0 (0)             | 0    | 0      | 0      |
| Lucien Weygers   | Belgique    | ?        | 25/02/1933        | 1951-1965  | 23 (23)           | 7    | 0      | 0      |
| Frank Wijnants   | Belgique    | ?        | 5/05/1961         | 1982-1983  | 0 (0)             | 0    | 0      | 0      |
| Gert Willekens   | Belgique    | ?        | 1/02/1967         | 1986-1987  | 0 (0)             | 0    | 0      | 0      |
| Carl Willems     | Belgique    | ?        | ?                 | 1985-1986  | 0 (0)             | 0    | 0      | 0      |
| Thomas Wils      | Belgique    | ?        | 24/04/1990        | 2010-2011  | 33 (0)            | 0    | 9      | 0      |
| Mario Witvrouwen | Belgique    | ?        | 16/01/1974        | 1996-1997  | 21 (0)            | 2    | 4      | 0      |

## Y
| Joueur            | Nationalité | Position  | Date de naissance | Période(s) | Matches (dont D1) | Buts | Jaunes | Rouges |
| ----------------- | ----------- | --------- | ----------------- | ---------- | ----------------- | ---- | ------ | ------ |
| Omar Rabie Yassin | Égypte      | Défenseur | 18/08/1988        | 2008-2009  | 0 (0)             | 0    | 0      | 0      |
| Volkan Yilmaz     | Belgique    | ?         | 31/05/1987        | 2008-2009  | 3 (0)             | 0    | 0      | 0      |

## Z
| Joueur      | Nationalité | Position          | Date de naissance | Période(s) | Matches (dont D1) | Buts | Jaunes | Rouges |
| ----------- | ----------- | ----------------- | ----------------- | ---------- | ----------------- | ---- | ------ | ------ |
| Kerem Zevne | Belgique    | Milieu de terrain | 16/01/1990        | 2011-2012  | 24 (0)            | 0    | 5      | 0      |

### Sources
- (nl) « Liste des joueurs du club », sur Belgian Soccer Database (K. FC Turnhout)
- (nl) « Liste des joueurs du club », sur Belgian Soccer Database (KV Turnhout)